# Laurence Dunmore
Laurence Dunmore ist ein Filmregisseur und Filmproduzent.

## Karriere
Dunmores erster Film als Regisseur, The Libertine, in dem Johnny Depp die Hauptrolle einnahm, feierte 2004 seine Premiere beim Toronto International Film Festival. Dunmore selbst sagte, er wolle seinen Film nicht als Fortsetzung von Fluch der Karibik sehen, das Publikum wäre andernfalls sehr enttäuscht („a very upset audience“). Im September 2004 wurde bekannt gegeben, dass Dunmore die Regie für A Million Little Pieces übernehmen wird. Im Oktober 2005 wurde Dunmore zweimal für den British Independent Film Award nominiert, konnte jedoch keine der beiden Trophäen gewinnen.

## Filmographie
- 2004: The Libertine

## Auszeichnungen

### Nominierung
- 2005: British Independent Film Awards als Bester Regisseur für The Libertine
- 2005: Douglas Hickox Award als Bester Regisseur für The Libertine